# Paràmetres-S
Els paràmetres de dispersió o paràmetres-S són mesures usades en enginyeria elèctrica, enginyeria electrònica, i enginyeria de sistemes de comunicació i s'utilitzen per descriure el comportament elèctric de xarxes elèctriques lineals quan se sotmeten a diversos estímuls de règim permanent per petits senyals. Són membres d'una família de paràmetres similars usats en enginyeria electrònica, sent altres exemples: Paràmetres-I, Paràmetres-Z, Paràmetres-H, Paràmetres-T (també anomenats Paràmetres-ABCD). Malgrat ser aplicables a qualsevol freqüència, els paràmetres-S són usats principalment per a xarxes que operen en radiofreqüència (RF) i freqüències de microones, ja que representen paràmetres que són d'utilitat particular en RF. En general, per a xarxes pràctiques, els paràmetres-S canvien amb la freqüència a la qual es mesuren, raó per la qual aquesta ha d'especificar-se per a qualsevol mesurament de paràmetres-S, juntament amb la impedància característica o la impedància del sistema. Els paràmetres-S es representen en una matriu i, per tant, obeeixen les regles de l'àlgebra de matrius. Moltes propietats elèctriques útils de les xarxes o de components poden expressar-se per mitjà dels paràmetres-S, com per exemple el guany, pèrdua per tornada, relació d'ona estacionària de tensió (ROEV), coeficient de reflexió i estabilitat d'amplificació. El terme 'dispersió' (de l'anglès, scattering) és probablement més comú en enginyeria òptica que en enginyeria de RF, perquè es refereix a aquest efecte que s'observa quan una ona electromagnètica plana incideix sobre una obstrucció o travessa medis dielèctrics diferents. En el context dels paràmetres-S, dipersió es refereix a la forma en què els corrents i tensions que es desplacen en una línia de transmissió són afectades quan es troben amb una discontinuïtat deguda per la introducció d'una xarxa en una línia de transmissió. Això equival a l'ona trobant-se amb una impedància diferent de la impedància característica de la línia.

## Introducció
Para freqüències molt baixes, la longitud d'ona del senyal és molt major que la dels elements del circuit, però segons anem augmentant la freqüència, aquesta longitud d'ona es va fent cada vegada més petita, per la qual cosa les lleis de Kirchhoff deixen de tenir validesa (per a circuits de grandària similar a la longitud d'ona de treball). A més, treballar amb tensions i corrents es fa més difícil cada vegada, ja que depenent de la freqüència, és impossible fer curtcircuits i circuits oberts estables, així que encara que el concepte de tensió i corrent persisteix en línies de transmissió, són reemplaçats per altres paràmetres com a elements per al tractament teòric i pràctic dels circuits d'alta freqüència.
Voltatge i corrent segueixen sent importants en l'estudi d'aquests circuits, però a ells se sumen situacions noves, com la reflexió i l'ona estacionària, i noves magnituds com el coeficient de reflexió. A més, se li dona més importància a altres magnituds com pot ser la Potència. Entre les eines imprescindibles que sorgeixen per a l'anàlisi, el disseny i la interpretació d'aquest nou model hi ha dos d'especial importància: els paràmetres S i la Carta de Smith.

## La matriu de paràmetres-S genèrica
Per a la definició d'una xarxa multi-port genèrica, s'assumeix que tots els ports excepte el qual es troba sota consideració o el parell de ports sota consideració tenen una càrrega connectada a ells idèntica a la impedància del sistema i que cada port té assignat un sencer 'n' que varia d'1 a N, on N és el nombre total de ports. Per a un port n, la definició de paràmetres-S associats es realitza en funció de 'ones de potència' incident i reflectida, {\displaystyle a_{n}} i {\displaystyle b_{n}} respectivament. Ones de potència són versions normalitzades de les ones viatgeres de tensió incident i reflectida corresponents, {\displaystyle V_{n}^{+}} i {\displaystyle V_{n}^{-}} respectivament, d'acord amb la teoria de línies de transmissió. Aquestes estan relacionades amb la impedància del sistema {\displaystyle Z_{0}} de la següent manera:

{\displaystyle a_{n}={\frac {V_{n}^{+}}{\sqrt {Z_{0}}}}}

 i 

{\displaystyle b_{n}={\frac {V_{n}^{-}}{\sqrt {Z_{0}}}}}

Per a tots els ports de la xarxa, les ones de potència reflectides poden definir-se en termes de la matriu de paràmetres-S i les ones de potència incidents a través de la següent equació:

{\displaystyle {\begin{pmatrix}b_{1}\\.\\.\\.\\b_{n}\end{pmatrix}}={\begin{pmatrix}S_{11}&S_{12}&.&.&S_{1n}\\S_{21}&.&.&.&.\\.&.&.&.&.\\.&.&.&.&.\\S_{n1}&.&.&.&S_{nn}\end{pmatrix}}{\begin{pmatrix}a_{1}\\.\\.\\.\\a_{n}\end{pmatrix}}}

Els elements dels paràmetres-S es representen individualment amb la lletra majúscula 'S' seguida de dos subíndexs sencers que indiquen la fila i la columna en aquest ordre de la posició del paràmetre-S en la matriu de paràmetres-S.
La fase d'un paràmetre-S és la fase espacial a la freqüència de prova, i no la fase temporal (relacionada amb el temps).

## Xarxes de dos ports
La següent figura descriu una xarxa de dos ports:
La matriu de paràmetres-S per a una xarxa de dos ports és probablement la més comuna i serveix com a base per armar matrius d'ordres superiors corresponents a xarxes més grans. En aquest cas, la relació entre les ones de potència reflectida i incident i la matriu de paràmetres-S està donada per:
Expandint les matrius en equacions, sobté:

{\displaystyle b_{1}=S_{11}a_{1}+S_{12}a_{2}}

i

{\displaystyle b_{2}=S_{21}a_{1}+S_{22}a_{2}}

Cada equació dona la relació entre les ones de potència reflectida i incident en cadascun dels ports de la xarxa, 1 i 2, en funció dels paràmetres-S individuals de la xarxa {\displaystyle S_{11}}, {\displaystyle S_{12}}, {\displaystyle S_{21}} i {\displaystyle S_{22}}. Si es considera una ona de potència incident en el port 1 ({\displaystyle a_{1}}) poden resultar ones existents tant del port 1 mateix ({\displaystyle b_{1}}) o del port 2 ({\displaystyle b_{2}}). No obstant això, si, d'acord amb la definició de paràmetres-S, el port 2 està acabat en una càrrega idèntica a la impedància del sistema ({\displaystyle Z_{0}}), llavors, a causa del teorema de transferència de potència màxima, {\displaystyle b_{2}} serà absorbida totalment fent igual a zero ({\displaystyle a_{2}}). Per tant:

{\displaystyle S_{11}={\frac {b_{1}}{a_{1}}}={\frac {V_{1}^{-}}{V_{1}^{+}}}} i {\displaystyle S_{21}={\frac {b_{2}}{a_{1}}}={\frac {V_{2}^{-}}{V_{1}^{+}}}}

De manera similar, si el port 1 està acabat en la impedància del sistema, llavors {\displaystyle a_{1}} es fa zero, donant

{\displaystyle S_{12}={\frac {b_{1}}{a_{2}}}={\frac {V_{1}^{-}}{V_{2}^{+}}}} i {\displaystyle S_{22}={\frac {b_{2}}{a_{2}}}={\frac {V_{2}^{-}}{V_{2}^{+}}}}

Cada paràmetre-S d'una xarxa de dos ports té les següents descripcions genèriques:
{\displaystyle S_{11}} és el coeficient de reflexió de la tensió del port d'entrada
{\displaystyle S_{12}} és el guany de la tensió en reversa
{\displaystyle S_{21}} és el guany de la tensió en directa
{\displaystyle S_{22}} és el coeficient de reflexió de la tensió del port de sortida

### Reciprocitat
Una xarxa serà recíproca si és passiva i conté sol materials isòtrops que influeixin el senyal transmès. Per exemple, atenuadores, cables, divisors i combinadores són totes xarxes recíproques i {\displaystyle S_{mn}=S_{nm}} en cada cas, és a dir, la matriu de paràmetres-S és igual a la seva traslladada. Totes les xarxes que inclouen materials antisótropos com a mitjà de transmissió, com els que contenen components de ferrito seran no recíprocs. A pesar que no necessàriament conté ferritos, un amplificador és un altre exemple d'una xarxa no recíproca.
Una propietat interessant de xarxes de tres ports és que no poden ser simultàniament recíproques, lliure de pèrdues i perfectament adaptades.

### Xarxa sense pèrdues
Una xarxa lliure de pèrdues és una en la qual no es dissipa potència, o:{\displaystyle \Sigma \left|a_{n}\right|^{2}=\Sigma \left|b_{n}\right|^{2}}. La suma de les potències incidents en tots els ports és igual a la suma de les potències reflectides en tots els ports. Això implica que la matriu de paràmetres-S és unitària, {\displaystyle (S)(S)^{*}-(I)=0}, on {\displaystyle (S)^{*}} és el complex conjugat de la transposada de {\displaystyle (S)} i {\displaystyle (I)} és la matriu identitat.

### Xarxa amb pèrdues
Una xarxa amb pèrdues és una en la qual la suma de les potències incidents en tots els ports és major que la suma de les potències reflectides en tots els ports. Per tant, dissipa potència, o:{\displaystyle \Sigma \left|a_{n}\right|^{2}\neq \Sigma \left|b_{n}\right|^{2}} En aquest cas, {\displaystyle \Sigma \left|a_{n}\right|^{2}>\Sigma \left|b_{n}\right|^{2}}, i {\displaystyle (I)-(S)(S)^{*}>0}.